# Millas
Millas (Millars) – miejscowość i gmina we Francji, w regionie Oksytania, w departamencie Pireneje Wschodnie.
Według danych na rok 1990 gminę zamieszkiwało 3091 osób, a gęstość zaludnienia wynosiła 162 osoby/km² (wśród 1545 gmin Langwedocji-Roussillon Millas plasuje się na 124. miejscu pod względem liczby ludności, natomiast pod względem powierzchni na miejscu 407.). 

## Zabytki
Zabytki na terenie gminy posiadające status monument historique:
- kościół św. Eulalii (Église Sainte-Eulalie de Millas)
- dom przy 27, rue Rouget de l'Isle

## Populacja

Populacja Millas w latach 1962–2008